# Roman de Cassidorus
Le Roman de Cassidorus est un roman en prose du XIIIe siècle qui fait suite aux Sept sages de Rome dans une somme racontant l'histoire d'empereurs de Rome et de Constantinople descendant de Caton,. Il est probable que les romans constituant cette somme n'aient pas été écrits par les mêmes auteurs.

## Contexte
Le Roman des sept sages de Rome est considéré comme un cycle romanesque à succès de la deuxième moitié du Moyen Âge, qui intègre des élèments d'intrigue amoureuse et de chevalerie tout en racontant l'histoire des empereurs de Rome et Constantinople. Deux autres romans lui font suite, le  Roman de Marques de Rome et le Roman de Laurin.
La deuxième partie du cycle aborde la problématique de la descendance et de la transmission des héritages, et présente aussi des parcours de vie transgressant les normes de genre (transgenre) et un cas de bigamie. Ainsi Helcana, impératrice de Constantinople, est accusée d'adultère et chassée, endossant alors une identité masculine. Le thème de femmes déchues accédant à la sainteté en vivant sous une identité masculine en tant que moine est présent dans La Légende dorée. Elles sont appelées « saintes travesties ». L'histoire d'Helcana est une variante de celle de Marine la déguisée.
Y est abordée l'histoire de l'empereur Cassidorus, troisième souverain de la lignée de Caton le Sage.

## Résumé de l'intrigue
Erga et Helcana, respectivement la femme et la fille du prince sarrazin Edipus de Bethsaïda, sont enfermées dans une tour, et après la visite de l'empereur de Constantinople Cassidorus, elles tombent toutes deux très amoureuses de lui. S'ensuit une querelle au cours de laquelle elles écrivent deux plaidoiries défendant chacune la valeur de leur amour auxquelles elles donnent la forme d'un débat dit « dame - pucelle » entre deux chevaliers pour protéger leur anonymat, afin que le texte soit remis à Cassidorus qui devra trancher. Ce dernier se méfie des femmes dans la tradition ecclésiastique dont il est issu et quitte la Palestine moins amoureux qu'Helcana le souhaiterait. Celle-ci recourt à la magie pour lui insuffler des rêves où elle lui apparait comme une pucelle qu'il ne reconnait pas. Dans le même temps ses conseillers, les princes de Constantinople, tentent d'éviter à tout prix un futur mariage, craignant de perdre leur influence.
L'empereur Cassodirus et Helcana finissent par se marier, et elle met au monde un petit garçon, prenommé Helcanus. Les conseillers de Cassidorus par le biais de fausses missives lui font alors croire qu'Helcana a commis un adultère et que l'enfant n'est pas de lui, Elle est chassée. Son fils lui est enlevé alors qu'elle s'abreuve à une source, et pris en charge par un groupe de femmes pucelles. Elle se travestit et endosse alors le rôle et l'habit d'un ermite sous l'identité d'Helcanor, opposant un modèle de vie vertueux à celui de Cassidorus, perdu dans un monde de fausses lettres où tout ce qui lui est présenté est mensonge. Croyant Helcana morte, il envisage sous l'influence de ses conseillers d'épouser l'impératrice de Rome Fastyge et devient de fait bigame involontairement.
Un de ses capitaines fidèles finit par retrouver Helcatus, mais il est obligé de se travestir en pucelle afin de rentrer dans le domaine régi par les femmes qui ont pris en charge l'enfant. Celui-ci fera condamner les coupables et rétablira l'ordre dans le monde chaotique de son père. L'impératrice de Rome Fastyge quant à elle, instruite par l'histoire renonce au mariage avec Cassidorus, mais elle a entretemps donné naissance à deux fils. Le roman fait à travers la voix d'Helcanus l'apologie de vertus comme l'amitié, comme recours au chaos présent dans le monde chamboulé par de fausses écritures sapant la réalité de son père.

## Analyse
Le roman inclue des vers dits « dérimés » indiquant la possibilité que l'auteur ait produit un texte en prose à partir de vers pour des raisons non élucidées, mais qui témoignent de sa parfaite connaissance des canons littéraires de son époque. L'intérêt du roman vient également du double trajet initiatique, vertueux et inversé de la mère travestie en homme ermite, et du fils initié aux vertus morales par des femmes, alors que le père, empereur tout-puissant se perd dans les mensonges et les faux en écriture de ses courtisans. Le rôle de Cassidorus est celui d'un anti héros, car il se révèle incapable de faire des choix judicieux, en étant mal conseillé. Il offre une vision puissante du rôle d'Helcarna/Helcanor pourtant victime de la crédulité de Cassidorus. Le roman est également indicateur de la représentation de femmes victimes dans la littérature médiévale dès le XIIIe siècle, filon littéraire exploité par Christine de Pizan, même si les femmes dans la somme des romans des Sept Sages de Rome sont présentées comme séductrices, voleuses et menteuses.